# بخش اندابامبا، سانتا کروز
بخش اندابامبا، سانتا کروز (به اسپانیایی: Andabamba District, Santa Cruz) یک سکونتگاه مسکونی در پرو است که در منطقه کاخامارکا واقع شده‌است.

## خصوصیات
بخش اندابامبا ۷٫۶۱ کیلومترمربع مساحت و ۱٬۸۶۵ نفر جمعیت دارد و ۲٬۵۴۰ متر بالاتر از سطح دریا واقع شده‌است.